# Pherusa aspera
Pherusa aspera är en ringmaskart som först beskrevs av William Stimpson 1854.  Pherusa aspera ingår i släktet Pherusa och familjen Flabelligeridae. Inga underarter finns listade i Catalogue of Life.